# Elizabeth Tweddle
Elizabeth Tweddle, född den 1 april 1985 i Johannesburg, Sydafrika, är en brittisk gymnast.
Hon tog OS-brons i damernas barr i samband med de olympiska gymnastiktävlingarna 2012 i London.

## Utmärkelser
- Riddare av Brittiska imperieorden,  2010

[Redigera Wikidata]